# Mosel (Adelsgeschlecht)

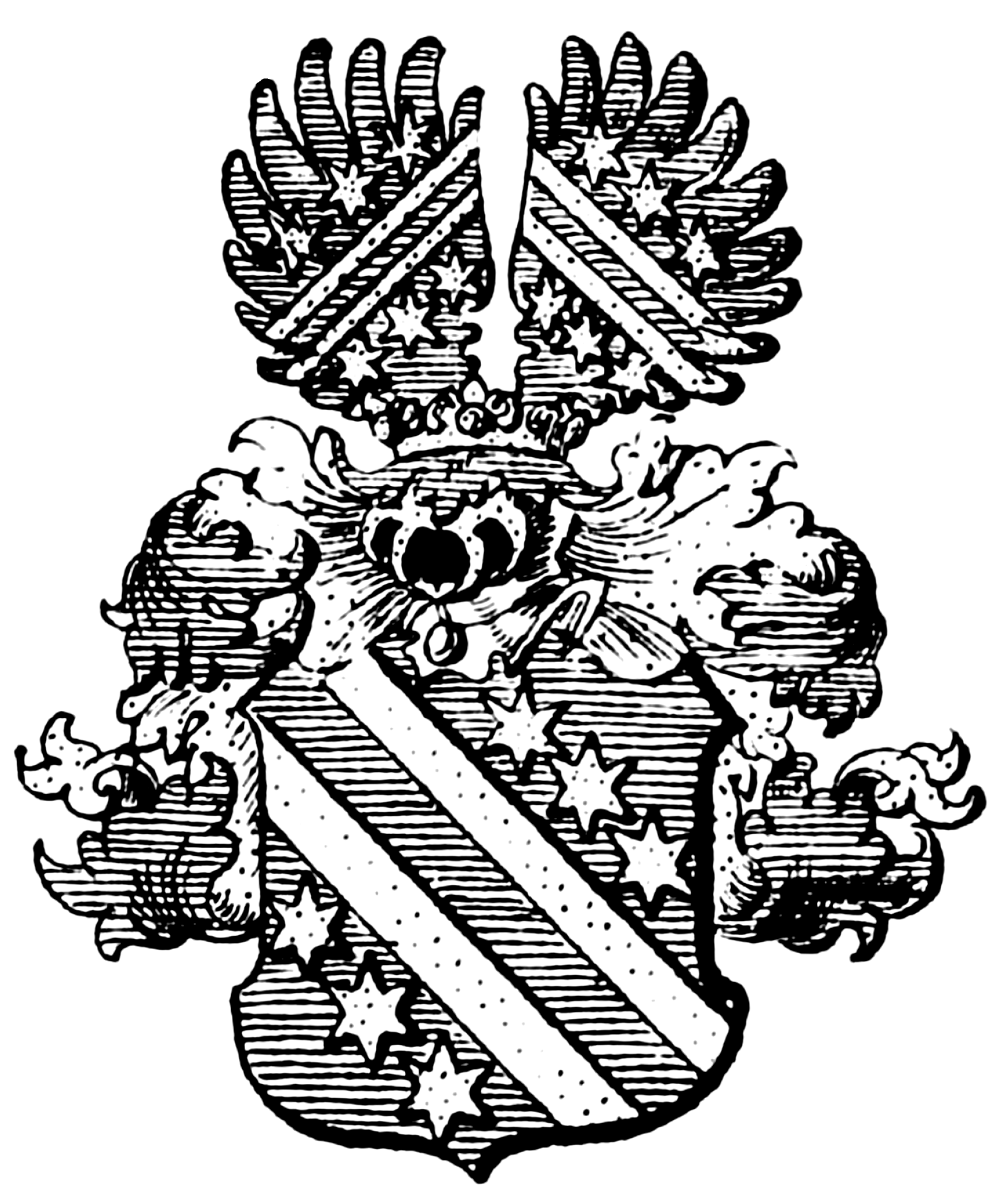
Wappen derer von der Mosel

Die Familie von der Mosel war eine meißnisch-sächsische Uradelsfamilie mit gleichnamigem Stammsitz in Mosel nördlich von Zwickau im heutigen Freistaat Sachsen. 

## Geschichte
Die von der Mosel werden urkundlich erstmals 1248 mit einem Herrensitz in Mosel erwähnt, der Fridericus de Muselle gehörte. Dieser befand sich mehrere Jahrhunderte im Besitz der Familie und wurde mehrfach aufgeteilt. Die erste Teilung des Grundbesitzes erfolgte 1441 mit der Aufspaltung in die Vorwerke Obermosel und Niedermosel. Um 1552 werden beide als Rittergut genannt. 1558 wurde das Rittergut Obermosel in die Rittergüter Obermosel I und Obermosel II aufgeteilt. 1559 entstand bei einer weiteren Teilung der Niedermoseler Erbmasse das Rittergut Mittelmosel, welches zwischen 1663 und 1757 wiederum in die Rittergüter Mittelmosel I und Mittelmosel II geteilt war.
Die Rittergüter in Mosel befanden sich bis zu folgenden Jahren im Besitz der Familie:
- 1622: Rittergut Obermosel II (Obermosel untern Teils)[2]
- 1744: Rittergut Niedermosel[3]
- 1792: Rittergut Mittelmosel[4]
- 1838: Rittergut Obermosel I (Obermosel obern Teils)[5]

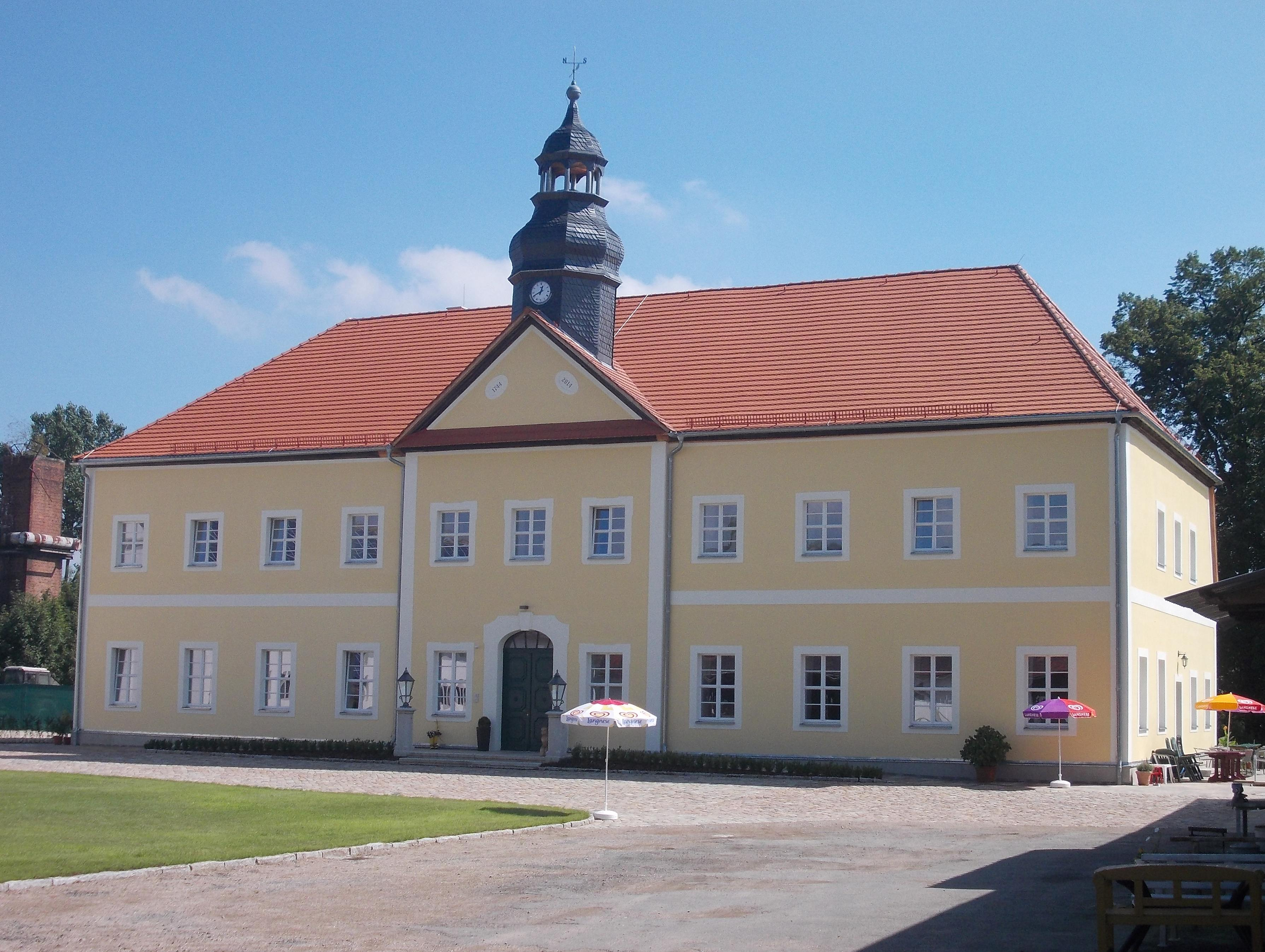
Rittergut Niedermosel
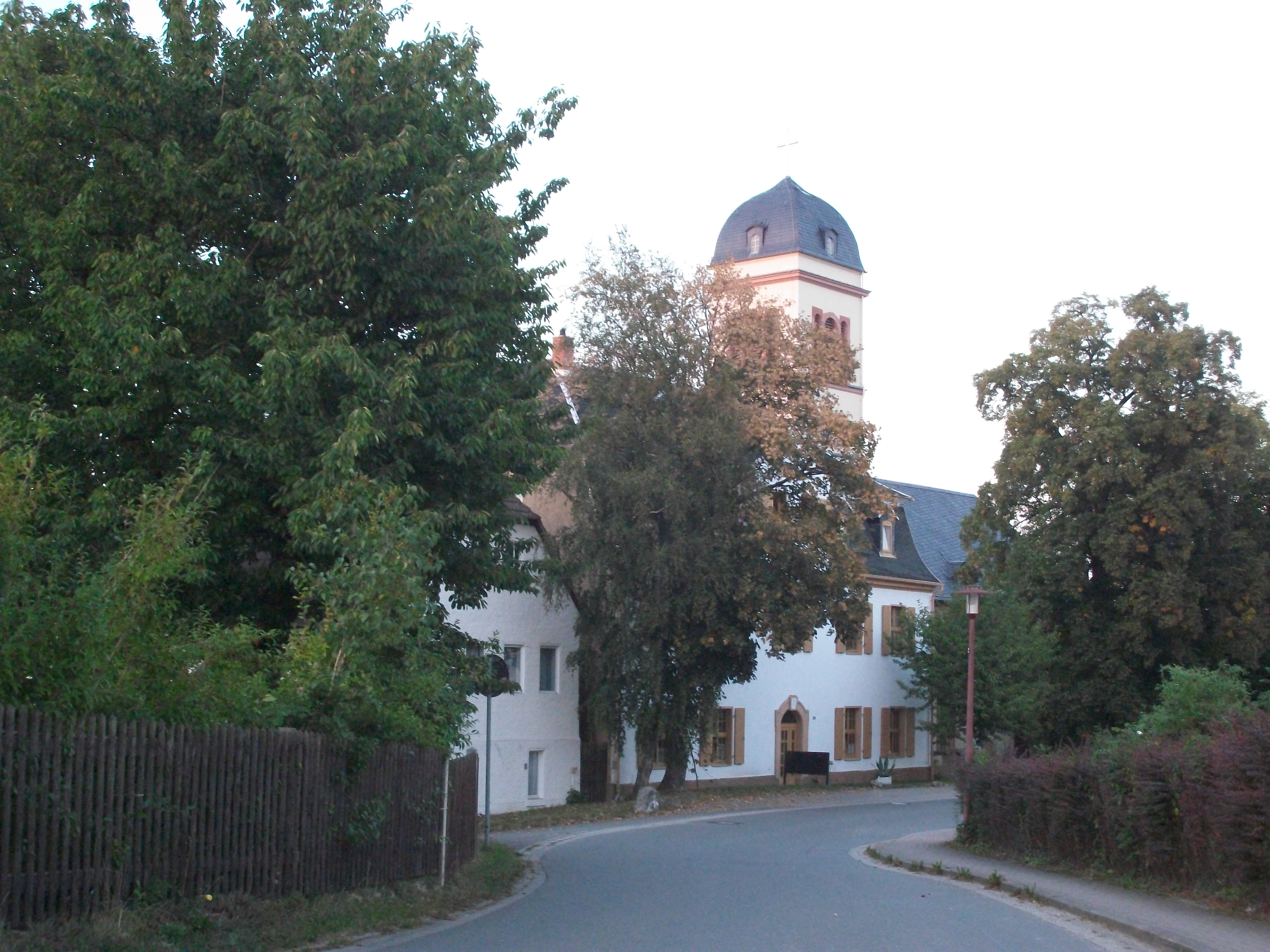
Rittergut Obermosel mit Kirche (2016)
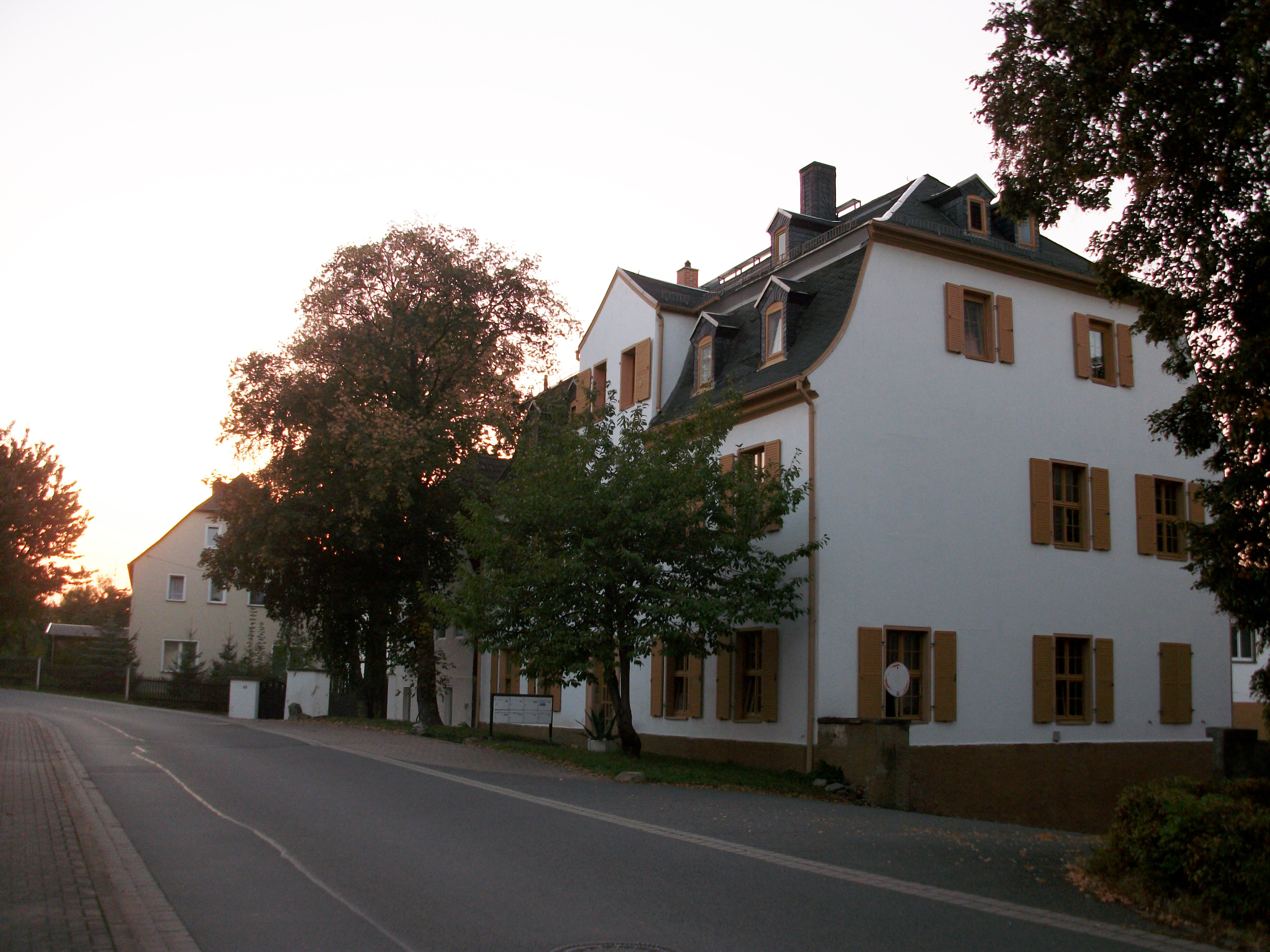
Rittergüter Obermosel (2016)

## Wappen
Das Wappen zeigt in Blau zwei goldene Schrägrechtsbalken, außen je nach der Richtung von drei goldenen Sternen begleitet. Auf dem Helm mit blau-goldenen Helmdecken ein wie der Schild bezeichneter Flug. 

## Persönlichkeiten

### Vor der Teilung
- Fridericus de Musella (um 1248)

### Rittergut Niedermosel
- Konrad von der Mosel (um 1559)
- Konrad Heinrich von der Mosel (um 1599)
- Georg Friedrich von der Mosel (um 1744)

### Rittergut Mittelmosel
- Georg von der Mosel (um 1559)
- Georg Ernst von der Mosel auf Mittelmosel I (um 1633)
- Wolf Ernst von der Mosel auf Mittelmosel II (um 1633)
- Bernhard Dietrich von der Mosel auf Mittelmosel II (um 1757)
- Karl Wilhelm von der Mosel auf Mittelmosel I (um 1757)

### Rittergut Obermosel I
- Wolf von der Mosel (um 1558)

### Rittergut Obermosel II
- Balthasar von der Mosel (um 1558)
- Christian Heinrich II. von der Mosel (um 1674)

### Weitere Personen der Familie „von der Mosel“
- Friedrich Wilhelm von der Mosel (1709–1777), preußischer Generalmajor
- Konrad Heinrich von der Mosel (1664–1733), preußischer Generalleutnant und Gouverneur von Wesel